# Hydromys ziegleri
La rata acuática de Ziegler (Hydromys ziegleri) es una especie de roedor endémico de Nueva Guinea. Fue descubierta para la ciencia a mediados de la década de 2000. Pertenece a la familia Muridae y es a menudo comparada con Hydromys hussoni por su similitud.

## Descripción
Esta especie es una de las más diminutas del género. Es muy similar a H. hussoni. Su pelaje es de color marrón, brillante y de poca densidad. El vientre posee una tonalidad grisácea, mientras que las mejillas y la garganta son de color blanco; la cola es marrón oscura. Sus patas también son oscuras, generalmente largas y gruesas. Las garras son muy similares a las de la especie H. hussoni.

## Descubrimiento
Fue descubierta en 2005 por K. Hegen, más tarde fue estudiado por Helgen y A. Allison en 2008. Se le puso el nombre de Ziegler como tributo al Dr. Alan C. Ziegler, del museo Bishop, especialista en mamíferos de Nueva Guinea.

## Distribución y hábitat
Únicamente se ha registrado en su localidad tipo, Bainyik, en la ladera sur de la cordillera Princess Alexandra, en la isla de Nueva Guinea, a 200 m de altitud. Vive en arroyos y ríos de las zonas de selva tropical de las llanuras y probablemente puede vivir en zonas de mayor altitud.

## Conservación y amenazas
Se ha catalogado en la Lista Roja de la UICN como "Especie con datos insuficientes" (DD) ya que se desconoce el área de distribución de la población, sus principales amenazas y el número de ejemplares que existen. De hecho, solo se han registrado dos ejemplares.
Podría estar amenazado por la actividad industrial maderera y la consecuente pérdida de hábitat de bosque pero se necesitan más estudios para verificar esta hipótesis.